# 沙蒙塔吕
沙蒙塔吕（法語：Xamontarupt，法語：[ʃamɔ̃taʁy] ⓘ）是法国大東部大區孚日省的一个市镇，属于埃皮纳勒区。该市镇2009年时的人口为155人。

## 人口
沙蒙塔吕人口变化图示
| 数据来源：INSEE |